# فيل غراي
فيل غراي (بالإنجليزية: Phil Gray)‏ (2 أكتوبر 1968 بلفاست المملكة المتحدة لبريطانيا العظمى وأيرلندا - ) هو لاعب كرة قدم أيرلندي شمالي يلعب كمهاجم.

## روابط خارجية
- فيل غراي على موقع الاتحاد الأوربي (الإنجليزية)
- فيل غراي على موقع قاعدة بيانات كرة القدم.إي يو (الإنجليزية)
- فيل غراي على موقع ناشيونال فوتبول تيمز (الإنجليزية)